# やもり (漫画)
『やもり』は、1986年発表のつげ義春の短編漫画。つげの自伝的要素を含み、戦後を舞台に貧困した家族を描かれている作品である。
1998年にはテレビ東京『つげ義春ワールド』の一篇としてテレビドラマ化された。

## 概要
1986年9月刊行の『COMICばく』（日本文芸社）第10号に掲載された。40ページの漫画作品。1993年10月25日に筑摩書房より発売された『つげ義春全集7 大場電気鍍金工業所・やもり』に収録。2008年11月10日に筑摩書房より文庫版『つげ義春コレクション 大場電気鍍金工業所／やもり』が刊行され、本作が収録された。
本作では貧しい母子家庭の親子と、「折り合いの悪い養父との関係」が描かれている。5歳で父親を亡くしたつげは、1946年のつげが9歳の時に母親が再婚するまでは母子家庭を経験しており、「実体験を元に描かれたフィクション」として執筆されている。例として、本作には「仕立物で夜なべをする母」が登場する。実際につげは養父と折り合いが悪かったため、1951年の14歳のころには「養父の冷酷な仕うちに耐えられず密航を企て、横浜まで」行った経験があるほどである。

## あらすじ
父親をすでに亡くしている主人公・春男はタバコの吸い殻拾い、パン焼き器の製造、若夫婦の仕事場の手伝いなどの労働を行い、家計を助けていた。母親と親しくしていたオジさんから、春男は虐待を受けていた。その後、母親と親しくしていた別の男性・孫六が春男の養父となった。孫六も春男に対し厳しく接し、反りが合うことはなかった。子どもがいないため、春男を養子に誘ってくれた若夫婦の家に行きたいと考えた春男であったが、ヤモリの影を見つけて恐怖を感じ、春男は逃げ出すのであった。

## テレビドラマ
つげ義春原作のドラマシリーズ『つげ義春ワールド』（テレビ東京）の1本として製作され、1998年8月31日の24:45 - 25:15に放送された。ビデオは、松竹ホームビデオから発売されている。

### ストーリー
終戦直後、小学生の春男は、母と兄、妹の4人暮らし。家は貧しく米兵の捨てた吸い殻をタバコにまき直し売る日々であった。やがて新しい父親がやってきて春男を虐待する。そんなある日、優しい若夫婦と仲良くなり、うちの子にならないかと誘われる。

### キャスト
- 烏丸せつこ[3]
- 堀内滝人[3]
- 石山雄大[3]
- 伊藤洋三郎[3]
- 山口美也子[3]
- 根津甚八[3]

### スタッフ
- 原作：つげ義春[3]
- 企画：中沢敏明
- プロデューサー：相原英雄[3]、菅原章[3]
- アシスタントプロデューサー：川島裕、阿比留一彦、宮崎大
- 脚本：山岸きくみ[3]
- 撮影：安藤庄平
- 音楽：遠藤浩二
- 監督：伊藤秀祐[3]
- 制作：プラネットエンターテイメント
- 製作：丸紅、電通、プラネットエンターテイメント